# Тулинов, Михаил Борисович
Михаил Борисович Тулинов (1823, Острогожск, Воронежская губерния — 1889, Выползово, Владимирская губерния) — русский фотограф, мастер портретной фотографии, друг и наставник Ивана Крамского.

## Биография
Родился в 1823 году в Острогожске Воронежской губернии.
Приобщился к фотографии с момента её появления в России ещё у себя на родине, в Острогожске. В 1850 году, увлёкшись живописью, он «рисовал самоучкой акварелью, занимался, также самоучкой, и фотографией». Для фотографии начала 1850-х годов умение «доводить акварелью и ретушью фотографические портреты» было обязательным. Сам освоив этот процесс, Тулинов даже обучал своего друга, будущего художника Ивана Крамского; занятия фотографией определили интерес Крамского к психологическому портрету, научили его глубоко и верно судить об искусстве портрета.
Тулинов был первым фотографом Острогожска, который самостоятельно освоил трудоёмкую технологию мокроколлодионного процесса; он сам смастерил себе камеру-обскуру, а объектив к ней вышлифовал из дна рюмки. Известно также, что некоторое время он совершенствовался в искусстве, занимаясь в фотографическом заведении Витта в Воронеже. Предоставил фотографии для «Альбома типов и костюмов Воронежской губернии».
В 1857 году, исследователь Воронежского края Николай Иванович Второв, изучавший его историю, статистику и этнографию, пригласил М. Б. Тулинова в экспедицию фотографом. В том же году Тулинов переехал из Воронежа в Санкт-Петербург. В столице Тулинов работал помощником фотографа Главного штаба, сотрудничал в журнале «Светопись». Глядя на занимавшегося в Академии художеств Ивана Крамского, Тулинов стал вольноприходящим учеником и в 1858 году за акварельный портрет получил звание неклассного художника, после чего поступил «в фотографию художника Деньера, где в должности главного помощника прожил более трёх лет». После этого он, в товариществе с академиком Щетининым и художником Берестовым, открыл ателье на Невском проспекте в доме № 60 под вывеской «Тулинов и К°».
В 1861 году Тулинов приобрёл заведение у Сергея Зимулина в Москве на Кузнецком мосту в доме Тверского архиерейского подворья (№ 17). Сам фотограф позже вспоминал:

Салтыков-Щедрин и Якушкин, гуляя по Кузнецкой улице, заметили на вывеске мою фамилию. Являются в фотографию. Снимаю фотокарточки в разных позах… Через несколько времени являются Краевский, а вскорости и Некрасов со своей знаменитой собакой… Наконец появляются Островский, Писемский, затем Аксаков и Катков

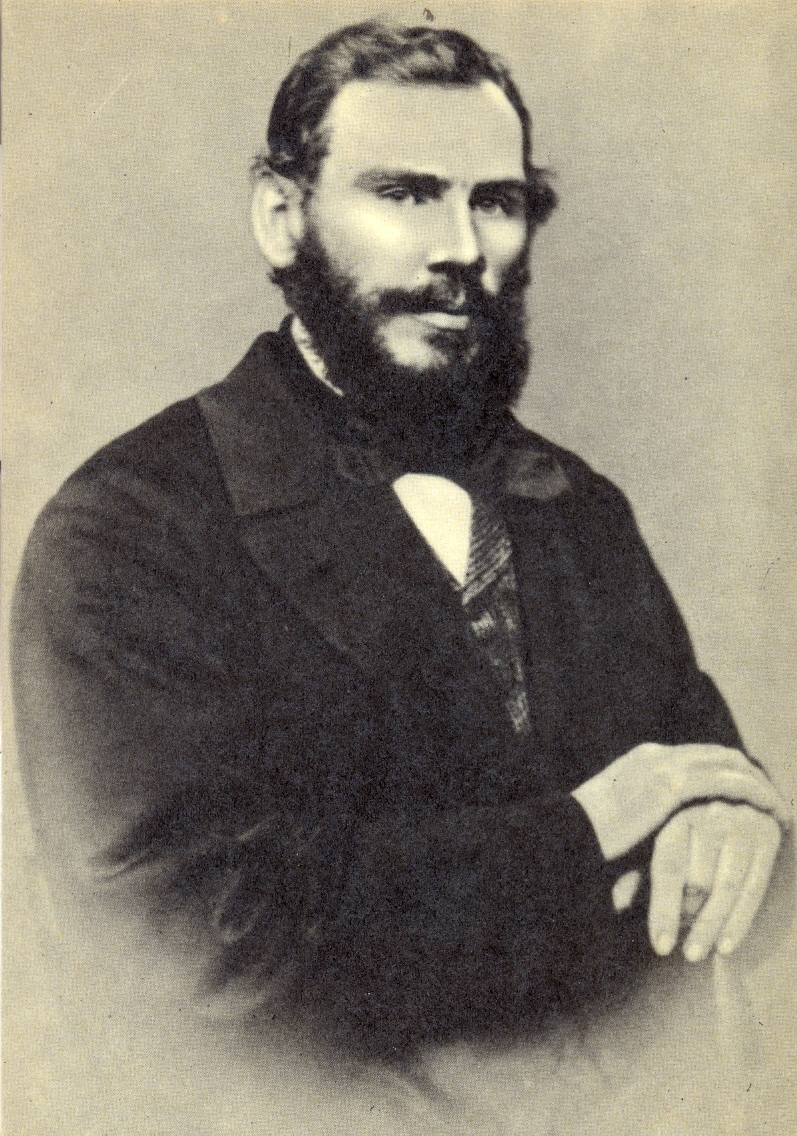
Лев Толстой. 1862 г.

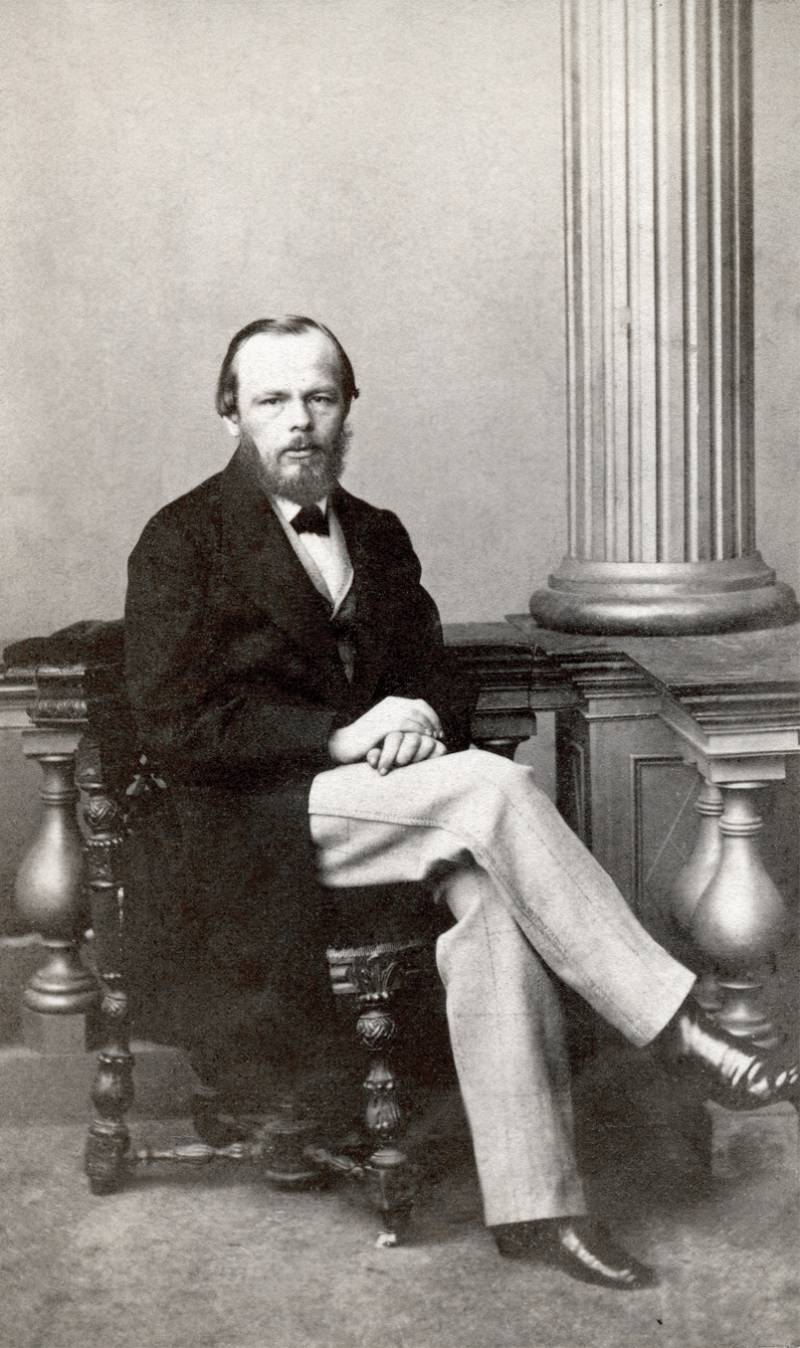
Ф. М. Достоевский.
1861 г.

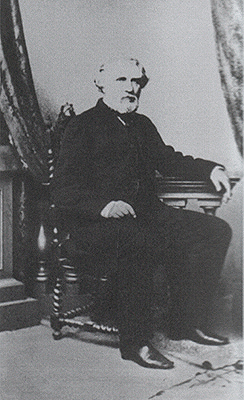
И. С. Тургенев. 1860-е.

В ноябре 1863 года Тулинов получил аттестат Академии художеств и с начала 1864 года на обороте его бланков и на вывеске ателье появилось слово «художник».
В течение 1864 года М. Б. Тулинов был фотографом Императорского Русского общества акклиматизации животных и растений, выполнял задания на территории Московского зоологического сада. В июле 1864 года «во время посещения Государем Императором Зоологического сада в Москве фотограф Русского общества акклиматизации Тулинов имел честь поднести Его Величеству альбом фотографических видов и снимков с животных сада, который всемилостивейше принят». Тулинов облюбовал территорию Зоологического сада для своего второго ателье, которое в конце августа 1865 года уже функционировало. Крамской писал жене в Петербург 28 августа 1865 года: «…пробыл у Тулинова утро, а после обеда (здесь обедают в час) мы поехали с ним в Зоологический сад в фотографию к нему, которую он там ещё выстроил».

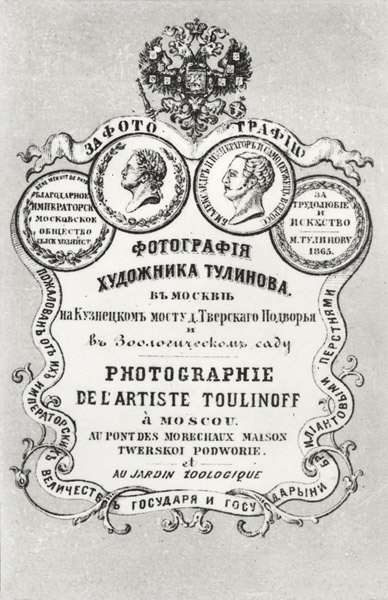
Бланк фотоателье Тулинова (ок. 1866)

16 декабря 1865 года в газете «Московские ведомости» (№ 276) Тулинов сделал объявление о новинке, которая появилась в фотографии:

В недавнее время в Англии изобретены выпуклые фотографии, так называемые Фото — Камеи; это очень красивые фотографии, давая лицу выпуклость, прибавляет к верности фотографического снимка рельеф, и тем самым сближает ещё больше его сходство с натурой. Фото — Камеи делаются в моей фотографии по 4 рубля за дюжину
В 1864 году Тулинов отправил в Санкт-Петербург снимки, сделанные им с помощью изобретённого Норбертом Иосифовичем Габричевским объектива. Журнал «Фотограф» писал, что «существовавшие до сих пор фотографические аппараты давали возможность снимать группы почти в одном плане; сущность изобретения заключается в усовершенствованном сочетании стекол фотографического аппарата».
С 1865 года М. Б. Тулинов стал членом-любителем Московского общества любителей художеств, затем — членом Общества распространения технических знаний.
На бланке 1866 года сообщалось, что Тулинов был участником Московской мануфактурной выставки 1865 года, на которой «за фотографию пожалован от их Императорских Величеств Государя и Государыни бриллиантовыми перстнями» и медалью «За трудолюбие и искусство».
В 1867 году в его основном ателье на Кузнецком мосту случился пожар и сгорели все негативы и оборудование. И. Н. Крамской в письме от 12 мая 1867 года с грустью писал Тулинову:

Михаил Борисович. Придется, вероятно, тебе сообщить правду относительно денег, которые ты у меня просил. Дело в том, что 1500 руб. серебром для меня такие же немыслимые деньги в настоящее время, как и два года тому назад… Стыдно и неловко мне писать тебе это, особенно теперь, когда тебе нужда, но надо же сказать так, как оно есть. Что делать?
.
Летом этого же года Крамской делал главную роспись купола храма Христа Спасителя и создал портрет Тулинова.

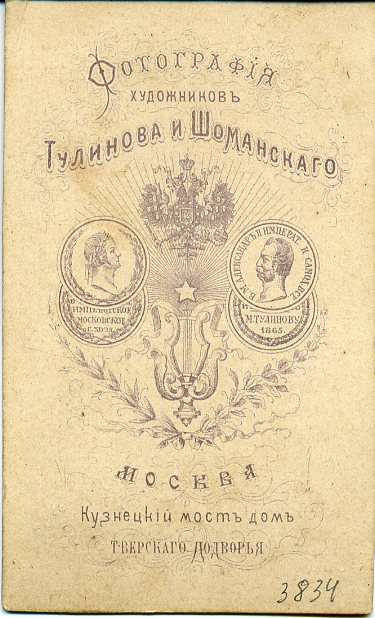
Бланк фотоателье Тулинова (ок. 1872)

С трудом восстанавливал он ателье, пришлось отказаться от филиала в зоосаду.
Летом 1867 года в его имении Выползово Переславль-Залесского уезда Владимирской губернии, гостил Крамской с семьей. Здесь он работал над первоначальными вариантами картин «Христос в пустыне» и «Осмотр старого дома».
В 1871 году у Тулинова появился сотоварищ — художник Платон Антонович Шоманский, и до 1873 года фирма называлась «Тулинов и Шоманский».
На Московской политехнической выставке 1872 года за медальонную фотографическую камеру М. Б. Тулинов получил бронзовую медаль.
В 1873—1877 годах он вновь работал один; на банках появился новый адрес: «Фотография Тулинова. Москва, Мясницкая, Вятское подворье против д. Черткова». В мае 1877 года фотография Тулинова перешла к дмитровскому мещанину Ивану Гимеру.
В 1887 году Тулинов по просьбе критика В. В. Стасова написал воспоминания о И. Н. Крамском, которые вошли в книгу «И. Н. Крамской. Его жизнь, переписка и художественно-критические статьи». — Издание А. Суворина. СПб., 1888. В каталог посмертной выставки произведений И. Н. Крамского 1887 года вошёл портрет Тулинова, но на самой выставке он не экспонировался. И только летом 1987 года к юбилейной выставке, посвященной 150-летию со дня рождения И. Н. Крамского, Третьяковская галерея получила неожиданный подарок — портрет М. Б. Тулинова. Портрет был передан в дар галерее по завещанию внучатого племянника фотографа американского гражданина Джона Рота, проживавшего в Сан-Франциско.
По другим сведениям портрет Тулинова дочь Крамского, Софья, подарила Острогожской картинной галерее, и ныне он хранится в Воронежской картинной галерее имени И. Н. Крамского.
Известный исследователь творческой фотографии в России Сергей Александрович Морозов в книге «Русская художественная фотография» отметил: «В художественной портретной фотографии раннего периода заметной была деятельность московских фотографов Тулинова и Панова, петербургского — Бергамаско, одесского — Мигурского, харьковского — Досекина». Говоря о Тулинове С. А. Морозов уточняет, что «Крамской называл Тулинова „химиком“: его больше интересовали техника и химия, чем художественная сторона светописи».
Умер М. Б. Тулинов в своём имении Выползово Владимирской губернии.